# Писковице
Писковице (пољ. Pyskowice) је град у Пољској у Војводству Шлеском у Повјату gliwicki. Према попису становништва из 2011. у граду је живело 18.770 становника.

## Становништво
Према прелиминарним подацима са пописа, у граду је 2011. живело 18.770 становника.
| 2002.  | 2011.  | 2012.  |
| ------ | ------ | ------ |
| 19.574 | 18.770 | 18.704 |

## Партнерски градови
- Флерсхајм на Мајни